# Іон Пеліван
Іон Георг Пеліван (1 квітня 1876, Резень — 25 січня 1954, Сигіт) — учасник Бессарабського національного визвольного руху, політик, публіцист, захисник і промоутер румунської мови, аніматор культурного життя. Він був генеральним директором з питань закордонних справ (міністр закордонних справ) в молдавській Раді директорів Бессарабії.

## Життєпис
Народився 1 квітня 1876 року в селі Резень. Закінчив Богословську семінарію в Кишиневі (1898) і Дерптський університет, юридичний факультет (1903).
Важлива політична позиція призвела до гарячкової активності проти русифікації Бессарабії Російською імперією. Він був суддею міста Бєльці і творцем першої національної групи в цьому місті. Керував бессарабською філією культурної асоціації ASTRA. Учасник бессарабской делегації на Паризькій мирній конференції. Завдяки своїй діяльності, графство Бельці було першим округом в Бессарабії, який у 1918 році проголосив за Союз Бессарабії з Румунією.
Він помер у в'язниці Сигіт 25 січня 1954 року.